# Ring Lardner
Ringgold Wilmer "Ring" Lardner (6. březen 1885, Niles, Michigan, USA – 25. září 1933, East Hampton, New York) byl americký novinář, sportovní reportér a autor humoristických povídek.

## Život
Pracoval jako sportovní novinář. Doprovázel baseballové týmy a psal do různých novin sloupky a reportáže o utkáních a medailony jednotlivých hráčů. Později psal povídky ze světa sportu. Populárním hrdinou série jeho povídek se stal negramotný, omezený a vychloubačný hráč baseballu Jack Keef. Tyto povídky byly později shrnuty do sbírky You Know Me Al (Dyť mi znáš, Ale, 1916). Čtenáři si vynucovali stále nová pokračování této série.
Dalším námětem jeho satirických povídek byla sociální témata, manželské vztahy a divadelní prostředí. Tyto povídky vyšly na podnět Francise Scotta Fitzgeralda v roce 1924 v knize How to Write Short Stories (Jak psát povídky). Mezi Lardnerovy obdivovatele patřili i Ernest Hemingway či Virginia Woolfová.
Ring Lardner používal ve svých dílech hovorový jazyk a velkoměstský slang.

### Rodina
V roce 1911 se oženil s Ellis Abbottovou. Manželům se narodili čtyři synové. Ringgold Wilmer mladší (1915–2000) se stal rovněž spisovatelem.

## Dílo
- Zanzibar: A Comic Opera in Two Acts (1903)
- Bib Ballads (1915)
- You Know Me Al (1916)
- Gullible's Travels, Etc. (1917)
- Treat 'Em Rough (1918)
- My Four Weeks in France (1918)
- The Real Dope (1919)
- Regular Fellows I Have Met (1919)
- Own Your Own Home (1919)
- Young Immigrunts (1920)
- Symptoms of Being 35 (1921)
- The Big Town (1921) (nýmět filmu So This Is New York, který natočil v roce 1948 režisér Harry Morgan)
- Say It With Oil / Say It With Bricks (1923)
- How to Write Short Stories- With Samples (1924)(obsahuje i povídku Champion, která byla v roce 1949 zfilmována)
- What Of It? (1925)
- Charles Scribner's Sons Present Ring W Lardner In The Golden Honeymoon And Haircut (1926)
- The Story of a Wonder Man, Being the Autobiography of Ring Lardner (1927)
- Round Up: The Stories of Ring W. Lardner (1929)
- Stop Me -- If You’ve Heard This One (1929)
- June Moon (1929)
- First And Last (1934)
- Shut Up, He Explained (1962)
- Ring Around Max: The Correspondence of Ring Lardner and Max Perkins (1973)
- Letters from Ring (1979)
- Ring Lardner's You Know Me Al: The Comic Strip Adventures of Jack Keefe (1979)
- Ring Around The Bases : The Complete Baseball Stories Of Ring Lardner (1992)
- Letters of Ring Lardner (1995)
- The Annotated Baseball Stories of Ring W. Lardner, 1914-1919 (1995)
- The Lost Journalism of Ring Lardner (2017)

### Česká vydání
- Hnízdečko lásky (1976) – výbor povídek, překlad Martin Hilský,
  - druhé vydání 2019, e-kniha, Městská knihovna v Praze, ISBN 978-80-7602-705-3, dostupné on-line

### Rozhlasové zpracování
- U nás si odpočinete. Rozhlasová komedie. Překlad a režie Josef Červinka, dramatizace Jan Pišta, dramaturgie Pavel Minks. Osoby a obsazení: Ben Drake, hudební skladatel (Vladimír Brabec), Nancy, jeho žena (Jana Štěpánková), Ralf Thayer, chovatel dobytka (Ilja Prachař), Hilda, jeho žena (Iva Janžurová), vrchní (Miloš Rozhoň), muž (Josef Červinka). Československý rozhlas, 1986.[2][3]